# شهر نیه‌مو
شهر نیه‌مو (به لاتین: Nyêmo Town) یک شهرک در جمهوری خلق چین است که در شهرستان نیه‌مو واقع شده‌است.